# Caris LeVert
Caris Coleman LeVert (Columbus, Ohio, 25 de agosto de 1994) es un baloncestista estadounidense que pertenece a la plantilla de los Detroit Pistons de la NBA. Con 1,98 metros de estatura, juega en la posición de escolta.

## Trayectoria deportiva

### Universidad
Jugó cuatro temporadas con los Wolverines de la Universidad de Míchigan, en las que promedió 10,4 puntos, 3,5 rebotes y 2,7 asistencias por partido. En 2015 fue incluido en el segundo mejor quinteto de la Big Ten Conference.

#### Estadísticas
| Año     | Equipo   | PJ  | PT | MPP  | %TC  | %3P  | %TL  | RPP | APP | ROB | TPP | PPP  |
| ------- | -------- | --- | -- | ---- | ---- | ---- | ---- | --- | --- | --- | --- | ---- |
| 2012–13 | Michigan | 33  | 1  | 10.7 | .315 | .302 | .500 | 1.1 | .8  | .2  | .1  | 2.3  |
| 2013–14 | Michigan | 37  | 37 | 34.0 | .439 | .408 | .767 | 4.3 | 2.9 | 1.2 | .3  | 12.9 |
| 2014–15 | Michigan | 18  | 18 | 35.8 | .421 | .405 | .810 | 4.9 | 3.7 | 1.8 | .4  | 14.9 |
| 2015–16 | Michigan | 15  | 14 | 30.9 | .506 | .446 | .794 | 5.3 | 4.9 | 1.0 | .2  | 16.5 |
| Total   | Total    | 103 | 70 | 26.4 | .434 | .401 | .770 | 3.5 | 2.7 | .9  | .2  | 10.4 |

### Profesional

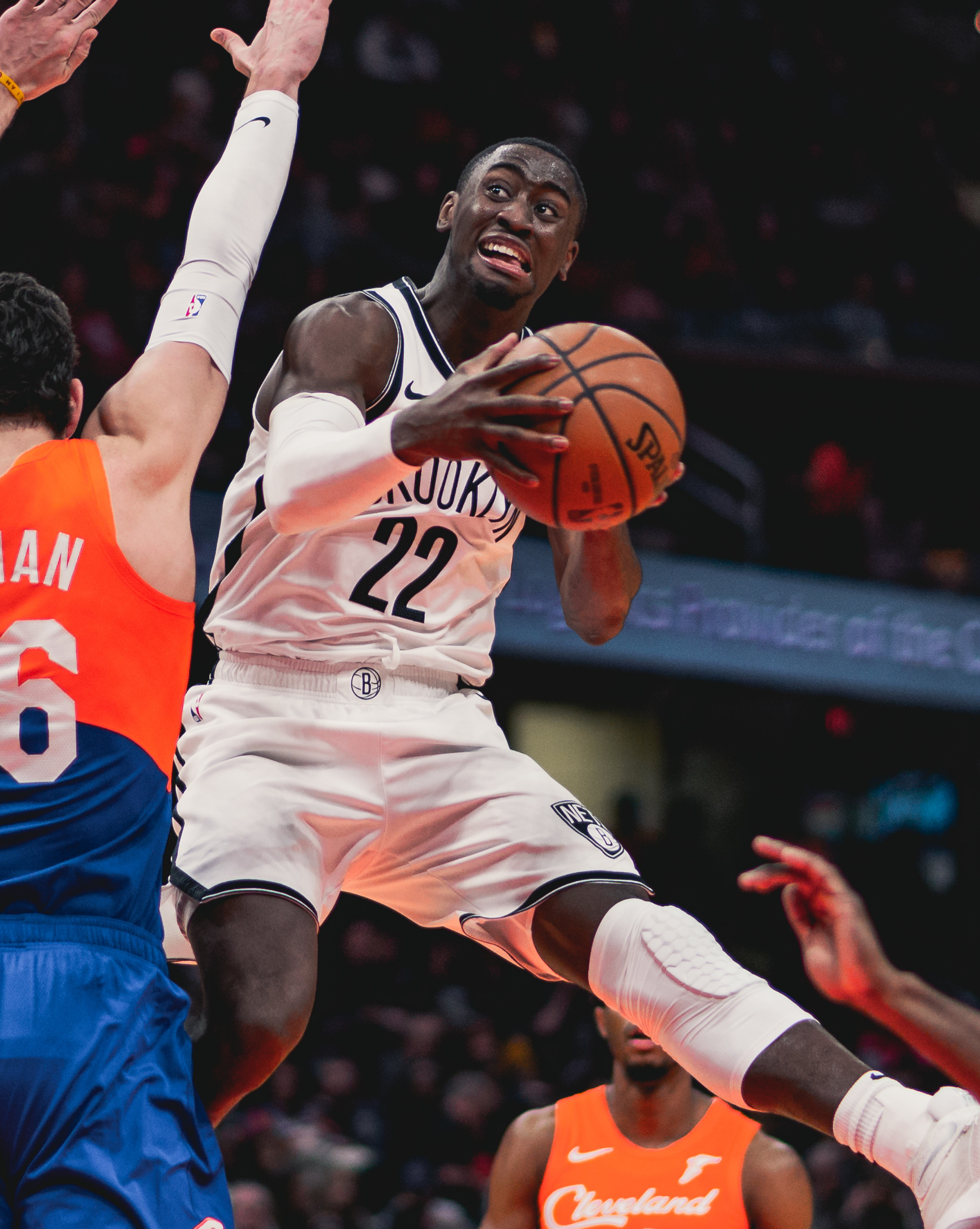
LeVert con los Nets en 2019.

#### Brooklyn Nets
Fue elegido en la vigésima posición del Draft de la NBA de 2016 por Indiana Pacers, pero sus derechos fueron traspasados a Brooklyn Nets junto con una futura segunda ronda del draft protegida a cambio de Thaddeus Young. Tras una larga lesión, finalmente debutó como profesional el 7 de diciembre ante los Denver Nuggets.
Durante su cuarto año con los Nets, el 3 de marzo de 2020, ante Boston Celtics anota 51 puntos. Dos encuentros después, el 6 de marzo ante San Antonio Spurs, consigue el primer triple-doble de su carrera (27 puntos, 11 rebotes y 10 asistencias).
En el desarrollo de su quinta temporada en Brooklyn, el 8 de enero de 2021 ante Memphis Grizzlies anota 43 puntos, incluidos 7 triples.

#### Indiana Pacers
El 13 de enero de 2021, es traspasado a Indiana Pacers en un acuerdo que involucró a cuatro equipos. Durante el reconocimiento médico realizado en Indiana tras el traspaso, una resonancia magnética reveló una pequeña masa en su riñón izquierdo. Él mismo dijo que posiblemente ese traspaso le haya salvado la vida. El 25 de enero, se sometió a cirugía y tras la biopsia se supo que era un carcinoma de células renales. Los médicos aseguraron que no necesitaría ningún otro tratamiento. El 13 de marzo finalmente debutó con los Pacers, anotando 13 puntos ante Phoenix Suns.
Ya en su segunda temporada en Indiana, el 4 de febrero de 2022, ante Chicago Bulls anota 42 puntos.

#### Cleveland Cavaliers
El 6 de febrero de 2022, es traspasado a Cleveland Cavaliers a cambio de los derechos de Ricky Rubio.
En su segundo año en Cleveland, el 28 de octubre de 2022, anota 41 puntos ante Boston Celtics.
En junio de 2023, acuerda una extensión de contrato con los Cavaliers por 2 años y $32 millones.

#### Atlanta Hawks
El 6 de febrero de 2025 es traspasado a los Atlanta Hawks, junto a Georges Niang, a cambio de De'Andre Hunter. El 3 de marzo consigue la canasta ganadora sobre la bocina ante Memphis Grizzlies.

#### Detroit Pistons
El 8 de julio de 2025 firma por dos temporadas y $29 millones con Detroit Pistons.

## Estadísticas de su carrera en la NBA

### Temporada regular
| Año     | Equipo    | PJ  | PT  | MPP  | %TC  | %3P  | %TL  | RPP | APP | ROB | TPP | PPP  |
| ------- | --------- | --- | --- | ---- | ---- | ---- | ---- | --- | --- | --- | --- | ---- |
| 2016-17 | Brooklyn  | 57  | 26  | 21.7 | .450 | .321 | .720 | 3.3 | 1.9 | .9  | .1  | 8.2  |
| 2017-18 | Brooklyn  | 71  | 10  | 26.3 | .435 | .347 | .711 | 3.7 | 4.2 | 1.2 | .3  | 12.1 |
| 2018-19 | Brooklyn  | 40  | 25  | 26.6 | .429 | .312 | .691 | 3.8 | 3.9 | 1.1 | .4  | 13.7 |
| 2019-20 | Brooklyn  | 45  | 31  | 29.6 | .425 | .364 | .711 | 4.2 | 4.4 | 1.2 | .2  | 18.7 |
| 2020-21 | Brooklyn  | 12  | 4   | 27.8 | .435 | .349 | .765 | 4.3 | 6.0 | 1.1 | .5  | 18.5 |
| 2020-21 | Indiana   | 35  | 35  | 32.9 | .443 | .318 | .822 | 4.6 | 4.9 | 1.5 | .7  | 20.7 |
| 2021-22 | Indiana   | 39  | 39  | 31.1 | .447 | .323 | .760 | 3.8 | 4.4 | .9  | .5  | 18.7 |
| 2021-22 | Cleveland | 19  | 10  | 29.8 | .435 | .313 | .745 | 3.4 | 3.9 | .8  | .3  | 13.6 |
| 2022-23 | Cleveland | 74  | 30  | 30.2 | .431 | .392 | .722 | 3.8 | 3.9 | 1.0 | .3  | 12.1 |
| 2023-24 | Cleveland | 68  | 10  | 28.8 | .421 | .325 | .766 | 4.1 | 5.1 | 1.1 | .5  | 14.0 |
| 2024-25 | Cleveland | 38  | 3   | 23.8 | .453 | .405 | .699 | 2.8 | 3.7 | .9  | .5  | 10.2 |
| 2024-25 | Atlanta   | 26  | 0   | 26.6 | .482 | .338 | .722 | 3.7 | 2.9 | .9  | .5  | 14.9 |
| Total   | Total     | 524 | 223 | 27.8 | .437 | .345 | .736 | 3.8 | 4.0 | 1.0 | .4  | 13.9 |

### Playoffs
| Año   | Equipo    | PJ | PT | MPP  | %TC  | %3P  | %TL  | RPP | APP | ROB | TPP | PPP  |
| ----- | --------- | -- | -- | ---- | ---- | ---- | ---- | --- | --- | --- | --- | ---- |
| 2019  | Brooklyn  | 5  | 2  | 28.8 | .493 | .462 | .724 | 4.6 | 3.0 | 1.0 | .4  | 21.0 |
| 2020  | Brooklyn  | 4  | 4  | 35.0 | .370 | .429 | .720 | 6.0 | 9.5 | 1.3 | .3  | 20.3 |
| 2023  | Cleveland | 5  | 3  | 33.9 | .429 | .361 | .615 | 4.6 | 2.6 | .4  | .2  | 15.0 |
| 2024  | Cleveland | 11 | 1  | 25.3 | .431 | .182 | .654 | 3.6 | 2.3 | .8  | .5  | 10.1 |
| Total | Total     | 25 | 10 | 29.3 | .431 | .345 | .688 | 4.4 | 3.6 | .8  | .4  | 14.9 |

## Vida personal
Caris es hijo de Kim y Darryl Wayne LeVert, y tiene un hermano, Darryl Marcus, once meses más pequeño que él. Su madre es profesora en Columbus (Ohio). Su padre, diseñador gráfico, falleció el 4 de abril de 2010, a los 46 años. Y su hermano jugó al baloncesto universitario en el Connors State College de Muskogee (Oklahoma).
En agosto de 2023 denunció al Departamento de Policía de Los Ángeles, que perdió un reloj "súper raro" mientras celebraba una fiesta a principios de mes en su casa de Los Ángeles. El supuesto reloj robado tendría un valor de 93.000 dólares.